# Cheick Diabaté
Cheick Tidiane Diabaté, född 25 april 1988, är en malisk fotbollsspelare som spelar för Benevento på lån ifrån  Omanlispor i Turkiet. Han representerar även Malis landslag.